# 輝く季節の中で
『輝く季節の中で』（かがやくときのなかで）は、1995年4月20日から6月29日まで毎週木曜日22:00 - 22:54に、フジテレビ系「木曜劇場」枠で放送されたテレビドラマ。主演は石田ひかり。

## あらすじ
文京医科大学に通う、それぞれ育ってきた環境や思考や価値観が全く異なる医大生5人が臨床実習課程（ポリクリ）で同じグループになる。友情、恋愛、希望、挫折、そして生死。厳格な教授の指導のもと、医師を目指す5人の若者の、青春の葛藤を描く。

## キャスト

### 文京医科大学 医学部
藤谷 果菜子（ふじたに かなこ）
演 - 石田ひかり
主人公。医学部6年生。幼少期に天涯孤独になり、離島の診療所に勤務する医師に育てられた事が医学を目指すきっかけになっている。国家試験に合格。
澤田 俊介（さわだ しゅんすけ）
演 - 保阪尚輝
医学部6年生。父親は外科医の権威。子供の頃から優秀でプライドが高い。結果を出せない者を見下していたが、自身も壁にぶつかる。国家試験に合格。
樋口 慎一（ひぐち しんいち）
演 - 中居正広
医学部6年生。明るくひょうきんな性格。実習課程で自分が医師に向いていないことを徐々に思い知り医大を退学。小学校の教師を目指して大学に再入学を決意する。
星野 明美（ほしの あけみ）
演 - 篠原涼子
医学部6年生。外交官一家の娘。優秀で美人でクールな性格。澤田と常に成績トップを争っている。人の死の現実に直面し葛藤する。産婦人科医を志望し、国家試験に合格。
水橋 久美子（みずはし くみこ）
演 - 井森美幸
主婦で元看護婦の医学部6年生。看護婦として勤務していたが、医師になりたいと思い、医学部に再入学した。在学中に妊娠、国家試験の日の早朝に出産する。来年度の合格を目指す。

### 医師
高槻 功（たかつき いさお）
演 - 長塚京三
ポリクリ（臨床実習）の担当教官。厳格な印象で「私の使命は医師を育てるのではなく、なる資格のない者を排除すること」と公言。医大生達にも辛辣な態度だったが、実は最大の理解者でもある。5年前アメリカのボストンで暴漢に襲われ、腹部外傷による脾臓破裂をおこし、その手術の際に輸血した血液によってHIVに感染し、診療に影響を及ぼすと考えて医師としての一線を退き、大学教授の転身のきっかけになっている（最終話序盤に高槻が学生に話す）。
林田 純一（はやしだ じゅんいち）
演 - 渡辺いっけい
外科医
産婦人科医
演 - 大島智子

### 看護婦
北川 幸子（きたがわ さちこ）
演 - 稲森いずみ
看護婦
演 - 加藤貴子、吉村美紀

### 患者
速水 衣子（はやみ きぬこ）
演 - 遠山景織子
藤谷の担当患者
野中 昭二（のなか しょうじ）
演 - 山本圭
澤田の担当患者
樋口の担当患者
演 - 原ひさ子

### その他関係者
水橋の夫
演 - 山本亨
小学校の教師
澤田の友人
演 - 細川茂樹
医大生
離島の診療所の医師
演 - かとうかずこ
身寄りをなくした藤谷を引き受け、独身で育てた。心優しい性格。

## スタッフ
- 脚本 - 岡田惠和
- 演出 - 木村達昭、新城毅彦、臼井裕詞
- 音楽 - S.E.N.S.（BMG JAPAN）
- プロデュース - 亀山千広、杉尾敦弘
- 制作著作 - フジテレビ

## 主題歌・挿入歌
- 主題歌 - FIELD OF VIEW「君がいたから」（ZAIN RECORDS）
作詞：坂井泉水　作曲：織田哲郎　編曲：葉山たけし
歌詞の中に本作のタイトルでもある「輝く季節の中で」というフレーズがサビに盛り込まれている。また、当初は本作のタイトルと同じ「輝く季節の中で」というタイトルの楽曲になる予定だった。曲のアレンジがCD音源とは異なっている。
- 挿入歌 - ZARD「君がいたから」（B-Gram RECORDS）
作詞：坂井泉水　作曲：織田哲郎　編曲：葉山たけし
※作詞を担当した坂井泉水が所属するグループ・ZARDによるセルフカバー。プロデューサーの亀山千広が、坂井が詞の当てはめを確認するために歌ったデモテープを聞いて、劇中で使いたいと思い、ビーイングにZARD版の制作を依頼したものである。

## 放送日程
| 各話                                                       | 放送日        | サブタイトル                   | 演出     | 視聴率 |
| ---------------------------------------------------------- | ------------- | ------------------------------ | -------- | ------ |
| 第1話                                                      | 1995年4月20日 | 心で誰かを救えたか             | 木村達昭 | 14.7%  |
| 第2話                                                      | 1995年4月27日 | お前は失格だ!                  | 木村達昭 | 不明   |
| 第3話                                                      | 1995年5月04日 | あきらめない!                  | 新城毅彦 | 18.0%  |
| 第4話                                                      | 1995年5月11日 | 今そこにある命                 | 新城毅彦 | 16.2%  |
| 第5話                                                      | 1995年5月18日 | 血がとまらない…                | 木村達昭 | 14.8%  |
| 第6話                                                      | 1995年5月25日 | 捨てられない夢                 | 新城毅彦 | 15.5%  |
| 第7話                                                      | 1995年6月01日 | その命から学べ!                | 木村達昭 | 14.8%  |
| 第8話                                                      | 1995年6月08日 | その薬に手を出すな!            | 臼井裕詞 | 14.6%  |
| 第9話                                                      | 1995年6月15日 | 去っていく者                   | 木村達昭 | 14.3%  |
| 第10話                                                     | 1995年6月22日 | 鬼教官、その秘密               | 新城毅彦 | 15.0%  |
| 最終話                                                     | 1995年6月29日 | 愛と挫折の中、5人の夢の行方は… | 木村達昭 | 16.5%  |
| 平均視聴率 15.4%（視聴率は関東地区・ビデオリサーチ社調べ） |               |                                |          |        |

- 最終話は22時 - 23時24分の30分拡大放送。

## 受賞
- 第5回ザテレビジョンドラマアカデミー賞[1]
  - 撮影賞

## 関連商品
VHS
- 輝く季節の中で <永久保存版BOXセット> VHS 全4巻（1995年9月21日発売、ポニーキャニオン）
- 輝く季節の中で VHS 1巻〜4巻（1995年9月21日発売、ポニーキャニオン）

サウンドトラック
- 輝く季節の中で オリジナル・サウンドトラック S.E.N.S.（1995年5月25日発売、ファンハウス）FHCF-2231

CDシングル
- 輝く季節の中で （1995年5月25日発売、ファンハウス）FHDF-1475
- Remembering Me （1995年6月21日発売、ファンハウス）FHDF-1493

書籍
- 輝く季節の中で ノベライズ（1995年6月発売、フジテレビ出版）ISBN 4-594-01767-3

## 備考
- ロケの大半を城西大学で行っている。
- 脚本を担当した岡田惠和は同じ放送時期にテレビ朝日で『最高の恋人』の脚本も手がけ、1クールで2本連続ドラマを掛け持ちした。